# Fantastic Beasts: Cases from the Wizarding World
Fantastic Beasts: Cases from the Wizarding World foi um jogo lançado em 2016, desenvolvido pela Mediatonic e WB Games San Francisco, e publicado pela Warner Bros. Games.
O jogo foi lançado para as plataformas Android e iOS em 17 de novembro de 2016. No entanto, foi retirado da App Store e do Google Play em 10 de dezembro de 2019 e foi oficialmente encerrado em 14 de janeiro de 2020.

## Jogabilidade
Em Fantastic Beasts: Cases From the Wizarding World, o jogador controla um novo recruta da Divisão de Feras do Departamento para a Regulamentação e Controle das Criaturas Mágicas do Ministério da Magia. Visitando locais como o Beco Diagonal, Hogsmeade e o Caldeirão Furado, o jogador investiga eventos inexplicáveis, descobrindo objetos ocultos, analisando evidências, lançando feitiços e preparando poções, a fim de desvendar e proteger as criaturas mágicas no centro de cada caso misterioso.

## Desenvolvimento
O jogo foi desenvolvido pelo estúdio britânico Mediatonic em parceria com a WB Games San Francisco. Os desenvolvedores do jogo visitaram o Warner Bros. Studio Tour London – The Making of Harry Potter para recriar o mais fielmente possível os objetos que aparecem na série de filmes Harry Potter.

## Lançamento
O jogo foi lançado para Android e iOS em 17 de novembro de 2016, um dia antes da estreia nos cinemas do filme Animais Fantásticos e Onde Habitam.